# Рабинович, Вадим Зиновьевич
Вади́м Зино́вьевич Рабино́вич (род. 4 августа 1953, Харьков, Украинская ССР, СССР) — украинский политический деятель, телеведущий. Народный депутат Верховной Рады Украины VIII созыва от партии «Оппозиционный блок» и IX созыва от Оппозиционной платформы — За жизнь, кандидат в президенты Украины на выборах 2014 года, президент Всеукраинского еврейского конгресса.
Являлся сопредседателем партии «Оппозиционная платформа — За жизнь».

## Биография

### Родители
Вадим Зиновьевич Рабинович родился 4 августа 1953 года в Харькове в семье военного. После увольнения из армии отец работал инженером на заводе, а потом стал заместителем директора завода по технике безопасности. Мать работала участковым врачом-терапевтом.

### Образование
В 1970 году окончил харьковскую среднюю школу № 45 и поступил в Харьковский автодорожный институт (ныне — Харьковский национальный автомобильно-дорожный университет).
В 1974 году был отчислен с четвёртого курса института и исключён из комсомола за «аморальное поведение». По словам Рабиновича, причиной стало составление на лекциях кроссворда с политическим подтекстом. Был капитаном институтской команды КВН.
Образование: незаконченное высшее (общее среднее).

### Служба в армии
С 1975 по 1977 год проходил срочную службу в частях ПВО Сухопутных войск Советской Армии.

### Карьера
С 1977 года работал мастером ремонтно-строительного управления Харьковского горисполкома.

### СССР: уголовное преследование
20 января 1980 года был арестован по обвинению в хищении государственного имущества — трёх рулонов обоев. После 9 месяцев ареста был освобождён за отсутствием состава преступления. С конца 1980 года до начала 1982 года руководил цехами по изготовлению деревянных дверей. В начале 1982 года вновь арестован по обвинению в хищении государственных средств в особо крупных размерах. 10 февраля 1984 года приговорён Харьковским областным судом по статье 86 УК к 14 годам лишения свободы в исправительно-трудовой колонии строгого режима с конфискацией имущества и запретом заниматься профессиональной деятельностью в течение 5 лет. Во время следствия симулировал психическое расстройство и неоднократно направлялся на судебно-медицинскую экспертизу. Пока Рабинович находился в заключении, его завербовал КГБ как информатора по кличке Жёлудь. Согласно заявлениям самого Рабиновича, он лишь симулировал «осведомительство».
Рабинович отсидел 8 лет и в 1990 году был освобождён из тюрьмы в соответствии с Указом М. Горбачёва за отсутствием состава преступления. После освобождения Рабинович создал совместно с бывшим начальником своего отряда в колонии Андреем Алёшиным фирму «Пинта», занимался торговлей металлом.

### Бизнес на Украине

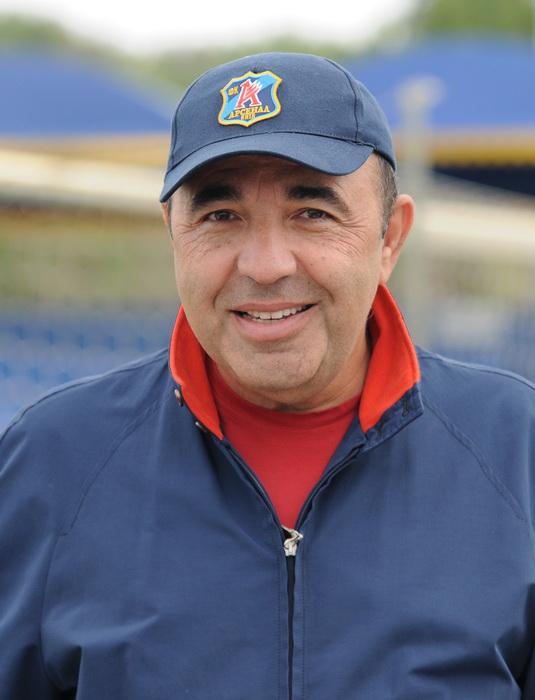
2009 год

Осенью 1993 года Рабинович становится представителем австрийской фирмы «Нордекс» на Украине. Репутация президента «Нордекса», выходца из СССР Григория Лучанского, как главы «русской мафии» негативно сказалась и на репутации самого Рабиновича. В 1994 году образовал компанию «Media International Group» и с 1997 по 2009 год занимал должность президента Издательского дома «CN-Столичные Новости». В 1994 году стал гражданином Израиля. В 1995 году вместе с Александром Роднянским и Борисом Фуксманом основал телеканал «1+1».
24 июня 1999 года Служба безопасности Украины запретила Рабиновичу въезд в страну сроком на 5 лет. По сообщению пресс-центра СБУ, решение было принято в связи с полученными сведениями о причастности гражданина Израиля Рабиновича «к деятельности, наносящей значительные убытки украинской экономике, и в интересах обеспечения безопасности страны». Позже в СМИ появлялась информация, что решение СБУ было принято в связи с утечкой через Рабиновича информации о продаже Украиной оружия Сербии вопреки международному эмбарго.
5 февраля 2002 года генеральный продюсер телеканала «1+1» Александр Роднянский заявил, что Рабиновичу запрещён въезд на территорию США и Великобритании.
С 2007 по 2013 годы был президентом футбольного клуба «Арсенал» (Киев).
В 2008—2014 годах был владельцем телеканала «NewsOne». С 2013 года руководит деятельностью медиа-группы «NewsNetwork».
В 2018 году Национальное антикоррупционное бюро Украины начало расследование двух уголовных производств в отношении незаконного обогащения и фальсификаций налоговых деклараций Вадима Рабиновича.

### Политика
29 ноября 2007 года на интернет-сайте «MiGnews.com», принадлежащем Рабиновичу, была размещена информация про то, что во время открытия в Запорожье памятника жертвам Голодомора лидер Конгресса украинских националистов в Запорожской области Василий Тымчина как будто заявил: «Пришло наше время, и Днепр станет красным от крови жидов и москалей». Прокуратурой Запорожской области вместе с СБУ после проверки было установлено, что Тымчина даже не присутствовал на митинге, что было подтверждено аудио- и видеозаписями, а также свидетелями. С 2011 года Рабинович является сопредседателем Европейского еврейского парламента.
В 2014 году баллотировался как самовыдвиженец на пост Президента Украины, набрав 2,5 % голосов избирателей. Был лидером политической партии «Всеукраинское объединение „Центр“». На досрочных парламентских выборах 2014 года избран в Верховную Раду Украины под № 4 по списку партии «Оппозиционный блок». Секретарь и глава подкомитета по вопросом прав человека комитета Рады по вопросам прав человека, национальных меньшинств и межнациональных отношений.
15 февраля 2016 года сообщил о том, что российские таможенники не дали ему въехать на территорию России и вручили документ о соответствующем запрете.

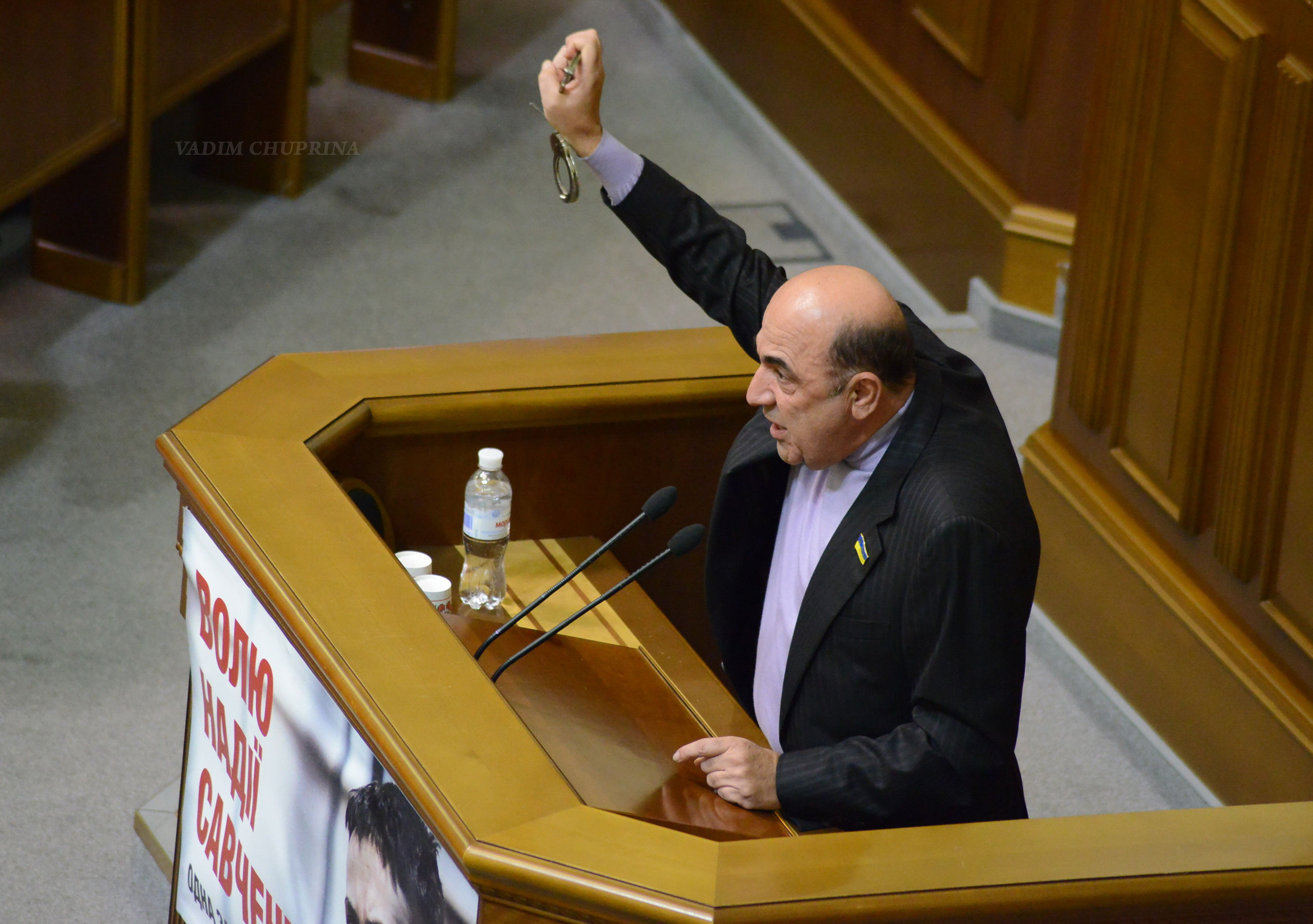
Выступление в Верховной раде Украины, 2016 год

В июле 2016 года Рабинович разорвал отношения с «Оппозиционным блоком» и создал с другим бывшим политиком от «Оппоблока» Евгением Мураевым партию «За жизнь». При этом из состава фракции «Оппозиционного блока» он не вышел, чтобы не утратить депутатский мандат. 15 ноября 2018 года Рабинович заявил, что его вновь переименованная партия «Оппозиционная платформа — За жизнь» примет участие в парламентских выборах.

### Сотрудничество с Израилем
13 ноября 2017 года журналист Василий Крутчак опубликовал копию документа, свидетельствующего о наличии у Вадима Рабиновича гражданства Израиля. В документе указано, что Рабинович зарегистрирован в Израиле ещё в ноябре 1994 года. Кроме того, копия справки содержит номер идентификационного кода Рабиновича, который может получить только гражданин Израиля или иностранец, имеющий вид на жительство.
При оформлении документов в Израиле Рабинович взял себе имя Давид. Из информации, предоставленной журналистом, известно, что Рабинович репатриировался в Израиль в 1994 году вместе со своей семьёй (первой женой Мариной Ландберг-Рабинович и 2 детьми). Там они как репатрианты всей семьёй автоматически получили гражданство. О наличии у Вадима Рабиновича израильского паспорта уже не раз писали журналисты, сам же народный депутат Украины отказывался давать комментарии.
Широко поддерживает еврейские благотворительные организации. В Израиле известен как жертвователь копии знаменитой золотой меноры весом 37 кг Институту Храма в Иерусалиме.
После начала российского вторжения уехал из Украины.
18 июля 2022 года лишён гражданства Украины указом президента Владимира Зеленского, на основании чего 3 ноября 2022 на заседании Верховной Рады досрочно лишён полномочий депутата Верховной рады.

## Медиа-активы
В 1998 году Вадим Рабинович основал Издательский дом «CN — Столичные новости».

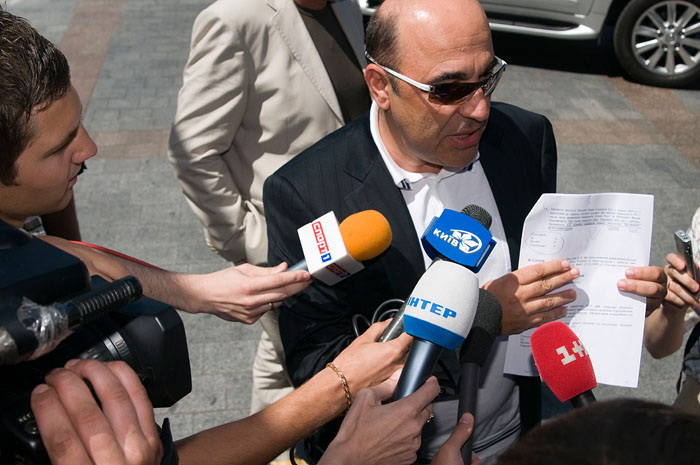
Интервью украинским телеканалам,
2009 год

В 2000 году — компанию Medіa Іnternatіonal Group (MIG), в которую вошли Издательский Дом «CN-Столичные новости», газета «МИГновости» на Украине и «MIGnews» в Израиле, еженедельник «Деловая неделя».
В холдинг MIG в своё время также входили ежедневная газета «Новое русское слово» (США), радиостанция «Народная волна», политический еженедельник «CN-столичные новости», ежедневная газета «Столичка», деловой еженедельник «DN-деловая неделя» — на Украине, «Московские новости» — в России, а также израильская газета «МИГ». Холдингу также принадлежали несколько радио- и телекомпаний и несколько интернет-сайтов: MІGnews.com, MІGnews.com.ua, MІGsport.com, NRS.com, DN.kіev.ua, CN.com.ua, другие печатные СМИ Украины и Израиля.
С 2011 по 2014 год Вадим Рабинович — совладелец Первого международного еврейского телеканала новостей Jewish News One (JN1).
В ноябре 2013 года состоялась презентация нового проекта — «NewsNetwork», владельцем и инвестором которого являлся Вадим Рабинович.
В январе 2014 года было объявлено о продаже Вадимом Рабиновичем телеканала «NewsOne» и сайта MIGnews.com.ua. Новым владельцем медиа-ресурсов стал бизнесмен Евгений Мураев.
В июне 2014 года состоялась презентация новой радиостанции «Рабинович FM».

## Общественная и политическая деятельность
В 1997 году Вадим Рабинович был избран президентом Всеукраинского еврейского конгресса (ВЕК), который возглавляет и по сегодняшний день. Как глава ВЕКа Вадим Рабинович неоднократно заявлял, что для межнациональной гармонии на Украине международные еврейские организации не должны ограничиваться помощью только евреям, но и помогать Украине как государству.
20 декабря 1999 года Рабинович вместе с группой бизнесменов получил от главы Украинской Православной Церкви митрополита Владимира орден Николая Чудотворца первой степени «За приумножение добра на Земле».
С 2001 года — глава Форума христиан и евреев «Шаг к единству».
17 июля 2001 года Вадим Рабинович получил высшую награду Украинской Православной Церкви Киевского патриархата — орден Святого равноапостольного князя Владимира первой степени «За заслуги в возрождении духовности в Украине».
11 сентября 2005 года по инициативе Вадима Рабиновича в Киеве открыт памятник жертвам терроризма — при участии Президента Украины Виктора Ющенко, американского посла Джона Хербста и российского посла Виктора Черномырдина.

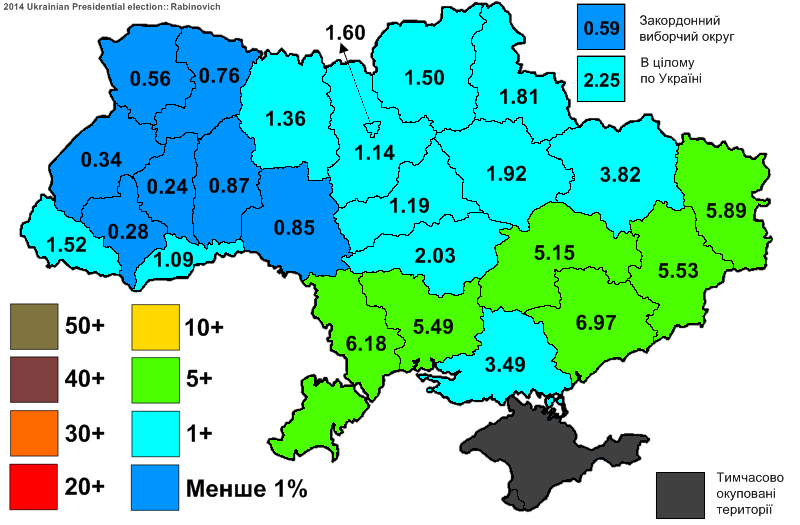
Поддержка Вадима Рабиновича на выборах Президента Украины 2014

## Выборы Президента Украины 2014
В 2014 году баллотировался на пост Президента Украины. 27 марта 2014 года подал в Центральную избирательную комиссию документы для регистрации в кандидаты в Президенты Украины как самовыдвиженец. За кандидата Вадима Рабиновича отдали голоса 2,5 % (406 301) избирателей. Лучший результат кандидат Рабинович показал в Запорожской, Николаевской и Одесской областях, а также в городе Днепропетровске — почти 5 %.

## Награды и знаки отличия
- Ордена «За заслуги» III и II степени (2009)[31]
- Орден Службы внешней разведки «Верность и честь» I степени
- Нагрудный знак «Крест доблести»
- Ордена УПЦ Киевского патриархата Андрея Первозванного и Равноапостольного князя Владимира Великого I степени
- Орден Святителя Николая Чудотворца УПЦ Московского патриархата
- Почётный знак «За заслуги перед Вооружёнными силами Украины», «Слава и честь»
- Высшая степень отличия «Золотой знак почёта» Международного комитета защиты прав человека
- «Звезда почёта» Международного конгресса защиты прав и свобод человека.